# Casinaria petiolaris
Casinaria petiolaris är en stekelart som först beskrevs av Johann Ludwig Christian Gravenhorst 1829.  Casinaria petiolaris ingår i släktet Casinaria och familjen brokparasitsteklar. Arten är reproducerande i Sverige. Inga underarter finns listade.